# Sitno
Sitno è un comune rurale polacco del distretto di Zamość, nel voivodato di Lublino.
Ricopre una superficie di 112,07 km² e nel 2004 contava 6 775 abitanti.